# Условна конструкция (програмиране)
В компютърните науки, условните конструкции са функции на езика за програмиране, чрез които можем да изпълняваме различни действия в зависимост от някакво условие.
В императивните езици за програмиране, обикновено терминът „условни конструкции“ се използва, докато във функционалното програмиране, термините „условен израз“ или „условна конструкция“ са предпочитани, защото тези термини имат различни значения.

## Булеви изрази, оператори за сравнение и логически оператори

### Булеви изрази
Множеството от стойности на булевия тип (bool в C/C++/C#, boolean в Java) се състои от два елемента — стойностите true и false. Тези стойности се наричат още булеви константи.
Булев израз в информатиката наричаме всеки израз, който след своето преобразуване може да се сведе до булева константа.

### Оператори за сравнение
В езиците от високо ниво, разграничаваме няколко вида оператора за сравнение, които се използват за сравняване на двойки цели числа, числа с плаваща запетая, символни низове и други типове данни. Всички изрази, които съдържат оператори за сравнение са булеви изрази, тъй като резултатът им се свежда до булева константа.
| Оператор | Действие            |
| -------- | ------------------- |
| ==       | равно               |
| !=       | различно            |
| >        | по-голямо           |
| <        | по-малко            |
| >=       | по-голямо или равно |
| <=       | по-малко или равно  |

Примери:
| Тип на данните             | Логически израз    | Резултат |
| -------------------------- | ------------------ | -------- |
| (int) Целочислен           | 5 == (7 – 2)       | true     |
| (int) Целочислен           | 5 != (2 + 2)       | true     |
| (int) Целочислен           | 5 > (2 + 3)        | false    |
| (int) Целочислен           | 5 >= (2 + 3)       | true     |
| (double) С плаваща запетая | 5.0 > Math.PI      | true     |
| (double) С плаваща запетая | 5.5 == (11 / 2)    | false *  |
| (string) Символен низ      | "Alpha" == "Alpha" | true **  |

- Резултатът на 5.5 == (11 / 2) е false, тъй като от дясната страна на оператора за сравнение стои израз, чиято стойност се разглежда като резултат от целочислено делене. В този смисъл, стойността му след деленето ще бъде целочислената стойност 5, като остатъкът 0.5 няма да се отрази. Тоест сравнението на стойностите 5.5 и 5.0 (След неявно преобразуване на типа от (int) в (double)) ще бъде false.

- Сравнението на различни обекти от тип символен низ (string), проверява и сравнява съдържанието на обектите, за разлика от използването на операторите '==' и '!=' за други референтни типове, където тези оператори проверяват референциите към обектите, тоест дали двете променливи, които сравняваме сочат към един и същи обект. Ако желаем да извършим това действие за типа string, се налага изрично да преобразуваме типа на object – ((object)stringOne == (object)stringTwo), което вече ще провери, дали 2-те променливи сочат към един и същи обект. При символните низове и другите референтни типове, не можем да използваме операторите '>', '<', '>=', '<='. В езика C#, за сравнение на символни низове по лексикографската им подредба, съществуват специални методи на класа System.String.

### Логически оператори
Логическите оператори приемат булеви стойности и връщат булев резултат.
| Логически оператор | Стилизиран запис | Наименование        |
| ------------------ | ---------------- | ------------------- |
| &&                 | AND              | И                   |
| \|\|               | OR               | ИЛИ                 |
| !                  | NOT              | Логическо отрицание |
| ^                  | XOR              | Изключващо ИЛИ      |

| x     | y     | !x    | x && y | x \|\| y | x ^ y |
| ----- | ----- | ----- | ------ | -------- | ----- |
| true  | true  | false | true   | true     | false |
| true  | false | false | false  | true     | true  |
| false | true  | true  | false  | true     | true  |
| false | false | true  | false  | false    | false |

## Видове условни конструкции
В езиците от семейството на C разграничаваме следните видове условни конструкции:

### if / else / else if / вложени if конструкции
Една програма може да се държи различно, в зависимост от някакво условие посредством условните конструкции if и if-else. Те представляват тип условен контрол, който се проверява по време на изпълнение на конструкцията.

#### if
Форматът на условната конструкция if е следният: if-клауза, булев израз и тяло на условната конструкция.
```
if
 
(
булев
 
израз
)

{

 
тяло
 
на
 
условната
 
конструкция
;

}

```

Булевите изрази могат да бъдат променливи от булев тип или булев логически израз. В C# те не могат да бъдат цяло число за разлика от други езици за програмиране като C и C++.
Тялото на конструкцията е заключена между големите къдрави скоби "{}" и може да се състои от един или няколко операции (statements).
Ако изразът в скобите след ключовата дума if бъде изчислен до стойност true, се изпълнява тялото на условната конструкция. Ако резултатът от изчислението на булевия израз е false, то операторите в тялото няма да бъдат изпълнени.
Пример за използване на условната конструкция if:
```
static
 
void
 
Main
()

{

 
Console
.
WriteLine
(
"Enter two numbers."
);

 
Console
.
Write
(
"Enter first number: "
);

 
int
 
firstNumber
 
=
 
int
.
Parse
(
Console
.
ReadLine
());

 
Console
.
Write
(
"Enter second number: "
);

 
int
 
secondNumber
 
=
 
int
.
Parse
(
Console
.
ReadLine
());

 
int
 
biggerNumber
 
=
 
firstNumber
;

 
if
 
(
secondNumber
 
>
 
firstNumber
)

 
{

 
biggerNumber
 
=
 
secondNumber
;

 
}

 
Console
.
WriteLine
(
"The bigger number is: {0}"
,
 
biggerNumber
);

}

```

След като въведем числата 4 и 5, ще получим следния резултат:
```
Enter
 
two
 
numbers
.

Enter
 
first
 
number
:
 
4

Enter
 
second
 
number
:
 
5

The
 
bigger
 
number
 
is
:
 
5

```

#### else
Съществува и условна конструкция с else клауза (if-else). Форматът и включва: запазена дума if, булев израз, тяло на условната конструкция, запазена дума else и тяло на else-конструкцията, което може да се състои от един или няколко оператора:
```
if
 
(
булев
 
израз
)

{

 
тяло
 
на
 
условната
 
конструкция
;

}

else

{

 
тяло
 
на
 
else
-
конструкция
;

}

```

Тук тази конструкция работи по следния начин: в зависимост от резултата на израза в скобите (булевият израз) са възможни два пътя по, които да продължи потока от изчисленията. Ако булевият израз е true, се изпълнява тялото на условната конструкция, а else се пропуска като операторите в него не се изпълняват. В обратния случай се изпълнява else-конструкцията, а се пропуска основното тяло и операторите в него не се изпълняват.
Пример за използване на условната конструкция if-else:
```
static
 
void
 
Main
()

{

 
int
 
x
 
=
 
2
;

 
if
 
(
x
 
>
 
3
)

 
{

 
Console
.
WriteLine
(
"x е по-голямо от 3"
);

 
}

 
else

 
{

 
Console
.
WriteLine
(
"x не е по-голямо от 3"
);

 
}

}

```

Резултатът от примера е:
```
x
 
не
 
е
 
по
-
голямо
 
от
 
3

```

Понеже е x=2, ще бъде изпълнен операторът от else-конструкцията: "x не е по-голямо от 3".

#### else if
Освен if и else, които общо могат да опишат 2 случая, можем да имаме и else if конструкции, които проверяват няколко условия. Задължително е else if конструкциите да се използват след if конструкция, като след else if, може да има една-единствена else конструкция, която обаче е незадължителна.
```
if
 
(
x
 
==
 
0
)

{

 
Console
.
WriteLine
(
"The number is 0"
);

}

else
 
if
 
(
x
 
==
 
1
)

{

 
Console
.
WriteLine
(
"The number is 1"
);

}

else
 
if
 
(
x
 
==
 
2
)

{

 
Console
.
WriteLine
(
"The number is 2"
);

}

else

{

 
Console
.
WriteLine
(
"Another number"
);

}

```

Както вече знаем, if проверява някакво условие, ако това условие е изпълнено, преминаваме в изпълнение на кода в тази if конструкцията и игнорираме кода на всички останали else if и незадължителната else конструкция. Ако условието в if не е изпълнено, проверяваме условията на всеки else if по реда, в който са записани. При намиране на съвпадение се изпълнява съответния код, а останалите се игнорират. Ако съществува else конструкция и не сме имали съвпадение в if или else if, то тогава се изпълнява кода в else конструкцията, която обхваща всички случаи, които не са разгледани от предходните конструкции.

#### Вложени if конструкции
Вложените if или if-else конструкции често намират приложение в програмната логика в дадена програма или приложение. Това става чрез поставянето на if или if-else конструкция в тялото на друга if или else конструкция. Тук всяка else клауза се отнася за най-близко разположената предходна if клауза. Така разбираме коя else клауза към коя if клауза се отнася.
Пример за употреба на вложени if конструкции:
```
int
 
first
 
=
 
5
;

int
 
second
 
=
 
3
;

if
 
(
first
 
==
 
second
)

{

 
Console
.
WriteLine
(
"These two numbers are equal."
);

}

else

{

 
if
 
(
first
 
>
 
second
)

 
{

 
Console
.
WriteLine
(
"The first number is greater."
);

 
}

 
else

 
{

 
Console
.
WriteLine
(
"The second number is greater."
);

 
}

}

```

Тук двете числа се сравняват на две стъпки: първо дали са равни и ако не са, се сравняват отново, за да се установи кое от числата е по-голямо.
Ето го и резултатът:
```
The
 
first
 
number
 
is
 
greater
.

```

Не трябва да бъдат влагани повече от три условни конструкции една в друга, в противен случай част от кода трябва да се изнесе в отделен метод.

### switch-case
Условната конструкция switch (множествено разклонение в някои езици за програмиране) се използва за избор измежду списък с възможности. Конструкцията сравнява дадена стойност с определени константи и въз основа на съвпадението с някоя от тях, предприема дадено действие.
```
switch
 
(
селектор
)

{

 
case
 
стойност
-1
:
 
код
 
за
 
изпълнение
;
 
break
;

 
case
 
стойност
-2
:
 
код
 
за
 
изпълнение
;
 
break
;

 
case
 
стойност
-3
:
 
код
 
за
 
изпълнение
;
 
break
;

 
case
 
стойност
-4
:
 
код
 
за
 
изпълнение
;
 
break
;

 
// …

 
default
:
 
код
 
за
 
изпълнение
;
 
break
;

}

```

Конструкцията switch-case избира измежду части от програмен код на базата на изчислената стойност на определен израз. Този израз най-често е целочислен, но може да бъде и от тип string или char. Стойността на селектора трябва задължително да бъде изчислена преди да се сравнява със стойностите вътре в switch конструкцията. Етикетите (case) не трябва да имат една и съща стойност. При намиране на съвпадение на селектора с някоя от case стойностите, switch-case конструкцията изпълнява кода след съответния case. При липса на съвпадение, се изпълнява default конструкцията, когато такава съществува. Всеки case етикет, както и етикетът по подразбиране (default), трябва да завършват с ключовата дума break, която приключва работата на switch-case конструкцията, след като е намерено съвпадение и е изпълнен съответния код.
В C Sharp имаме възможността да използваме множество етикети, когато те трябва да изпълняват един и същи код. При този начин на записване, когато намерим съвпадение, тъй като след съответния case етикет липсва код за изпълнение и break оператор, ще се изпълни следващия срещнат код. Ако такъв липсва ще се изпълни default конструкцията.
```
int
 
number
 
=
 
6
;

switch
 
(
number
)

{

 
case
 
1
:

 
case
 
4
:

 
case
 
6
:

 
case
 
8
:

 
case
 
10
:

 
Console
.
WriteLine
(
"Числото не е просто!"
);
 
break
;

 
case
 
2
:

 
case
 
3
:

 
case
 
5
:

 
case
 
7
:

 
Console
.
WriteLine
(
"Числото е просто!"
);
 
break
;

 
default
:

 
Console
.
WriteLine
(
"Не знам какво е това число!"
);
 
break
;

}

```

Добри практики при използването на switch-case
- Добра практика е винаги да се използва default конструкция, която да се поставя в края, след останалите case етикети, която да обработва нетипичните стойности, които селектора може да приеме или дори ситуации, които могат да бъдат считани за грешни.
- Добре е на първо място да поставяме онези case случаи, които обработват най-често случилите се ситуации, а case конструкциите, обработващи по-рядко възникващи ситуации да оставим в края.
- Ако стойностите в case етикетите са целочислени, е препоръчително да се подреждат по големина в нарастващ ред.
- Ако стойностите в case етикетите са от символен тип, е препоръчително case етикетите да бъдат подреждани по азбучен ред.

### Тернарен оператор?
Условният оператор ? : е оператор в езика C и C-подобните езици. Извествен е още като тернарен оператор, тъй като е единственият оператор, който приема 3 операнда.
```
операнд1
 
?
 
операнд2
 
:
 
операнд3

```

Първият операнд или условието на условната конструкция може да бъде булева променлива или булев израз и може да приема двете булеви стойности true (истина) и false (лъжа). Ако след извършването на необходимите преобразувания операнд1 се сведе до истинно твърдение (true), то тогава след изпълнението си тернарният оператор ще върне стойността на операнд2, в противен случай (false), върнатата стойност ще бъде стойността на операнд3.
```
int
 
a
 
=
 
5
;

int
 
b
 
=
 
3
;

int
 
larger
 
=
 
(
a
 
>
 
b
)
 
?
 
a
 
:
 
b
;

```

В горния пример инициализираме 2 целочислени променливи а и b и им задаваме стойности съответно 5 и 3. На променливата larger присвояваме резултата от тернарния оператор. В случая това е 5, тъй като условието (a > b) е изпълнено (true), върнатата стойност ще бъде тази на операнда преди двете точки, тоест променливата a, която е 5. Този пример показва как по лесен начин можем да определим кое от две числа е по-голямо без използването на if-else конструкцията. Същият пример, реализиран чрез if-else, би изглеждал по следния начин:
```
int
 
a
 
=
 
5
;

int
 
b
 
=
 
3
;

int
 
larger
;

if
 
(
a
 
>
 
b
)

 
larger
 
=
 
a
;

else

 
larger
 
=
 
b
;

```